# دنيس فوس
دنيس فوس (بالهولندية: Dennis Vos)‏ هو لاعب كرة قدم هولندي، ولد في 28 نوفمبر 2001 في Geldrop ‏ في هولندا.